# Alessandro De Virgilio
Alessandro De Virgilio (Catanzaro, 22 gennaio 1968) è un giornalista italiano.
È stato redattore de Il Giornale di Calabria, sotto la direzione di Giuseppe Soluri, e del quotidiano economico-finanziario Ore 12 Il Globo, giornale con sede a Roma, fondato e diretto da Enzo Caretti. Specializzato in cronaca economica e sindacale, è stato collaboratore di diversi periodici, fra cui il settimanale Agrisole de Il Sole 24 Ore, e corrispondente dalla Calabria dell'agenzia di stampa Asca. È responsabile della redazione dell'Agi (Agenzia Giornalistica Italia) di Catanzaro. È autore dei libri “Le quattro giornate di Catanzaro/25-28 gennaio 1950: la città in rivolta per il capoluogo” edito dalla Rubbettino e “Pacchetto Colombo-Gioia Tauro, Lamezia Terme, Saline Joniche: la truffa dell’industrializzazione fantasma in Calabria“ pubblicato sempre da Rubbettino.
| Controllo di autorità | SBN CSAV031999 |